# Zamoyski-Palast (Foksal)

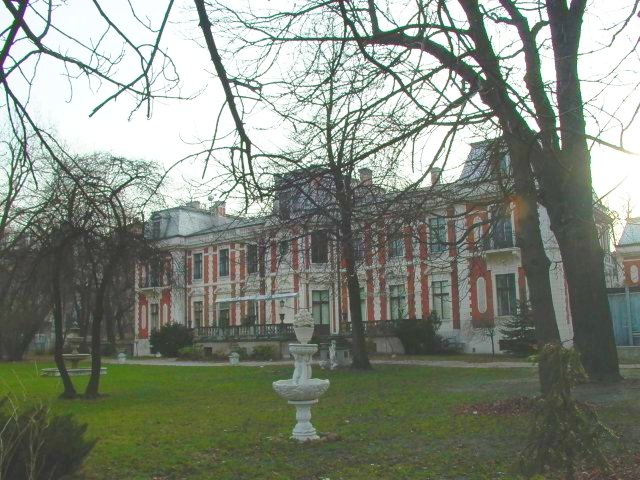
Parkansicht des Palastes

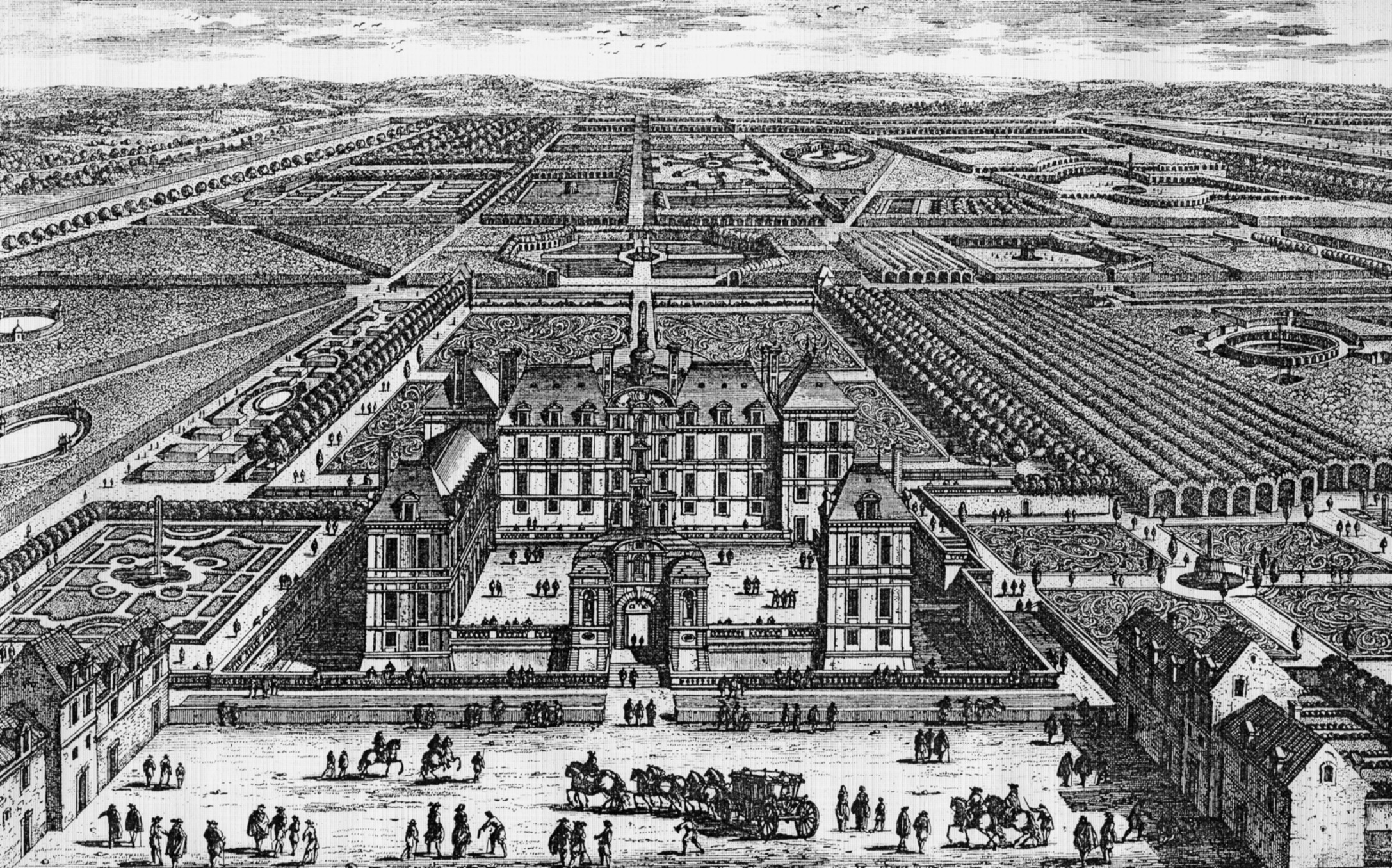
Die Gestaltung des nicht mehr existierenden Schlosses Liancourt diente als Vorlage

Der Palast von Konstantin Zamoyski (polnisch Pałac Konstantego Zamoyskiego) in Warschau liegt am Ende der Ulica Foksal (Nr. 1/2/4) im Innenstadtdistrikt. Das Gebäude im Neorenaissance-Stil entstand Ende des 19. Jahrhunderts und beherbergt heute den polnischen Architektenverband sowie ein Restaurant und eine Galerie. Der Palast und der zugehörige Park wurden am 1. Juli 1967 (Nr. 659/1 bzw. 658) unter Denkmalschutz gestellt.

## Geschichte
Ursprünglich befand sich anstelle der heutigen Sackgasse Ulica Foksal mit seiner beidseitigen Bebauung eine parkähnliche Landschaft, die Maria Anna Gräfin Brühl im Jahr 1746 vom Bischof Walenty Aleksander Czapski und dem Prinzen Michał Sapieha erwarb. Unter ihr legten Carl Friedrich Pöppelmann, Joachim Daniel von Jauch und Johann Friedrich Knöbel einen Park mit Pavillon an. 1762 kaufte Teodor Wessel den Park, der in Folge öfters den Eigentümer wechselte und sich zu einem Lustpark ähnlich den Vauxhall Gardens in London entwickelte. Zu den Attraktionen gehörten hier stattfindende erste Ballonfahrten. So stieg im Park am 10. Mai 1789 Jean-Pierre Blanchard zu einem 50-minütigen Flug auf, später unter anderen auch Jordaki Kuparenko und Wilhelmine Reichard (1817).
Mitte des 18. Jahrhunderts erwarb der wohlhabende Bankier Fryderyk Kabryt den Park, der zu etwa dieser Zeit auch seinen Namen (Foksal nach seinem Vorbild Vauxhall) erhielt und von Kabryt weiter ausgebaut wurde. Nachdem der Eigentümer jedoch sein Vermögen verloren hatte, musste er den Park 1793 wieder verkaufen. Der ging in Folge durch verschiedene Hände und wurde in der zweiten Hälfte des 19. Jahrhunderts in einen in Teilen heute noch erhaltenen Landschaftspark umgewandelt. Um 1870 erwarb Konstanty Zamoyski diesen Park – der von der Ulica Nowy Świat bis an die Warschauer Weichselböschung reichte – von Wiktor Ossoliński. Links- und rechtsliegende Teile wurden parzelliert und unter der Bedingung verkauft, dass deren Käufer dort Villen oder Paläste errichten würden (so ist denn auch auf dem direkten Nachbargrundstück 1879 der Przeździecki-Palast entstanden). In der Mitte wurde eine Straße angelegt (Ulica Foksal) und das Abschlussgrundstück dieser (Sackgasse) Foksal behielt Zamoyski selbst.

### Zamoyski-Palast
Etwa in den Jahren 1875 bis 1877 ließ er dann hier von Leandro Marconi einen Palast errichten. Dessen Gestaltung war vom nicht mehr erhaltenen Schloss Liancourt beeinflusst und im Stil der französischen Spätrenaissance (Neorenaissance) gehalten. Die Anlage besteht aus einem Kerngebäude und zwei freistehenden zum Palast rechtwinklig angeordneten Flügelbauten, die so den Ehrenhof des Ensembles bilden. Die Palstadächer sind hoch ausgeführt und mit geschuppten Metallplatten eingedeckt. Innenräume wurden mit Marmor verziert. Im ersten Stock wurden zwei Wasserklosetts eingebaut, zur Bauzeit eine große Neuheit. Am Übergang zur hier endenden Straße wurde ein heute noch stehendes Tor in spätbarocker Ausführung errichtet.
Am 5. Juni 1923 war der französische Marschall Ferdinand Foch zu Gast im Palast. Nach der traditionellen Begrüßung mit Brot und Salz ass er mit polnischen Beamten Frühstück. Er zeigte sich mehreren Tausend Schaulustigen. Der Marschall verabschiedet sich mit dem Ausspruch „Niech żyje Polska!“ („Es lebe Polen!“).

### Zweiter Weltkrieg und Nachkriegszeit
Während der Besatzungszeit im Zweiten Weltkrieg wurden Angehörige der Zamoyski-Familie nach Dachau verbracht. Adam Zamoyski selbst, Besitzer des Anwesens, starb 1941 in seinem Palast. Obwohl es in der Umgebung während des Warschauer Aufstandes 1944 zu schweren Gefechten kam, blieb der Palast weitgehend unbeschädigt. Die Anlage wurde nach Kriegsende enteignet und saniert. 1949 wurde der Palast zum Sitz der Vereinigung polnischer Architekten (poln. Stowarzyszenie Architektów Polskich) bestimmt. Auch beherbergte er eine Zeitlang die Zentrale des Verbandes der polnischen Künstler, Maler und Grafiker (poln. Związku Polskich Artystów Malarzy i Grafików).
In den Jahren 1964 bis 1968 erfolgte der Anbau eines flacheren, verglasten und die Architektur des Palastes kaum beeinträchtigenden Ausstellungspavillons an der Nordflanke des Palastes nach einem Entwurf der Architekten Marek Bieniewski, Jerzy Przeradowski, Włodzimierz Panorski und Włdaysław Wierzbicki.
Heute befinden sich im Palast die Büros des Verbandes der Architekten Polens, der Verband der Hausbauer (polnisch Stowarzyszenie Budowniczych Domów), ein Restaurant sowie eine Galerie.

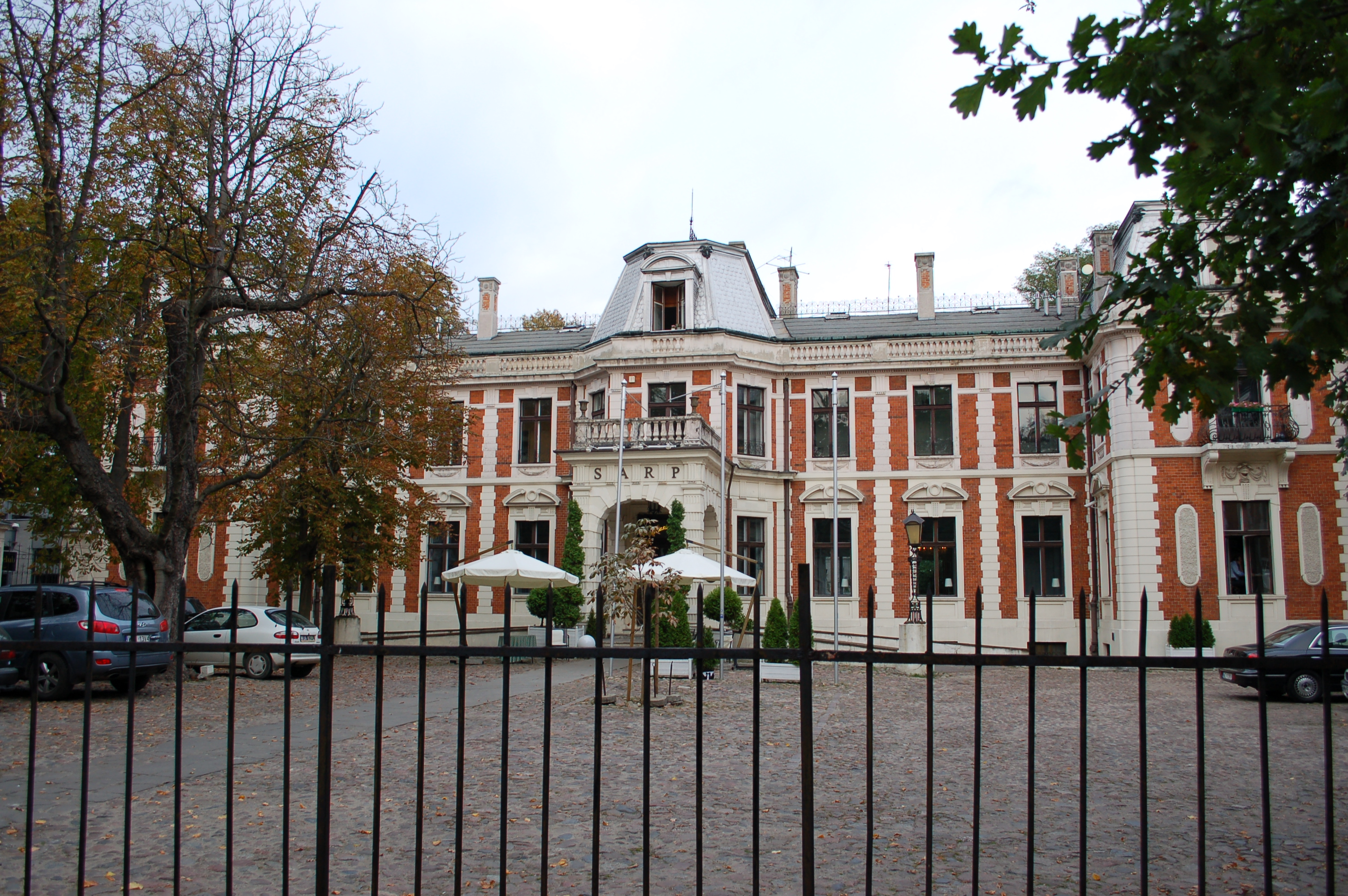
Ansicht der Frontfassade mit dem großen, heute als Parkplatz genutzten Ehrenhof
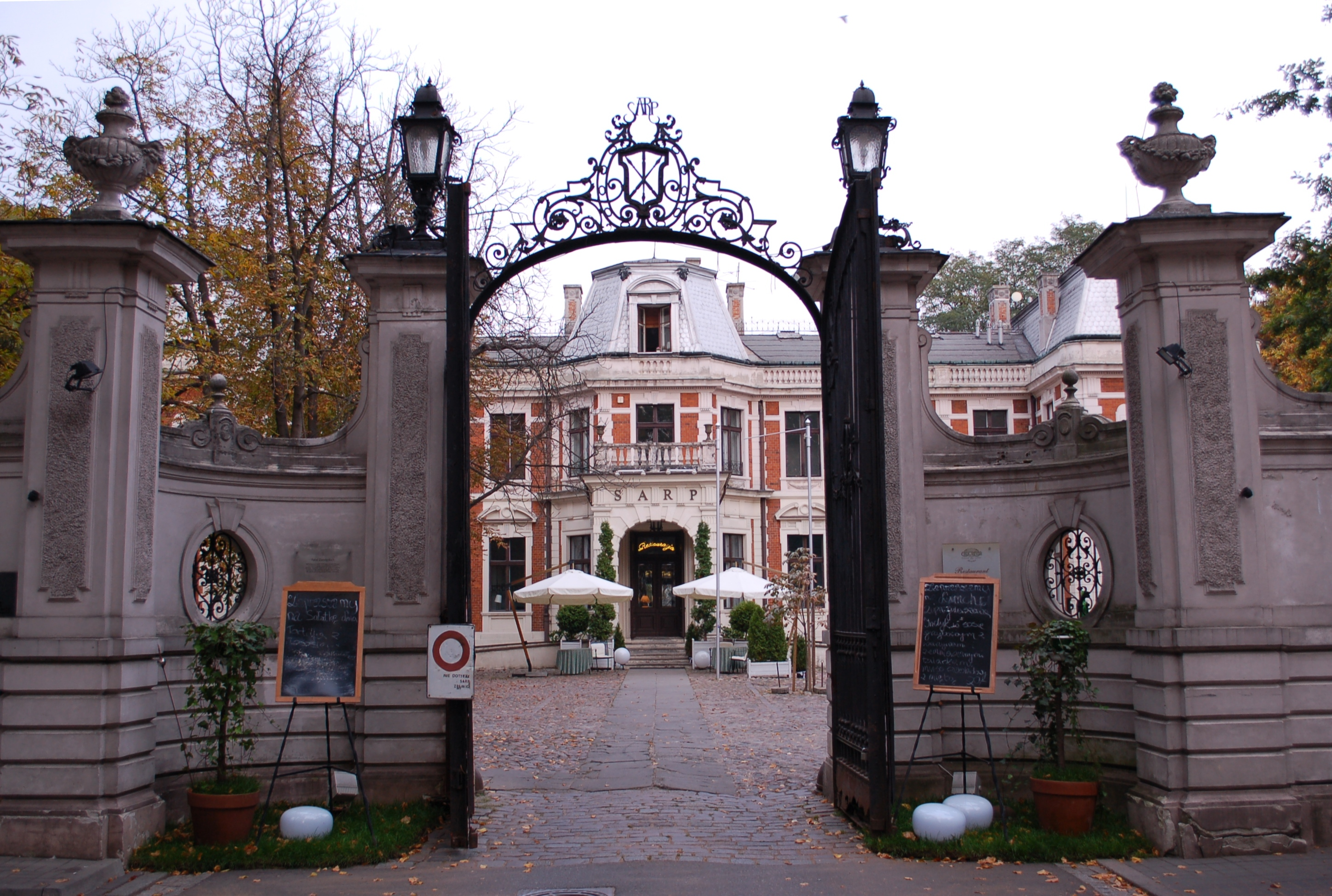
Die Einfahrt an der Ulica Foksal
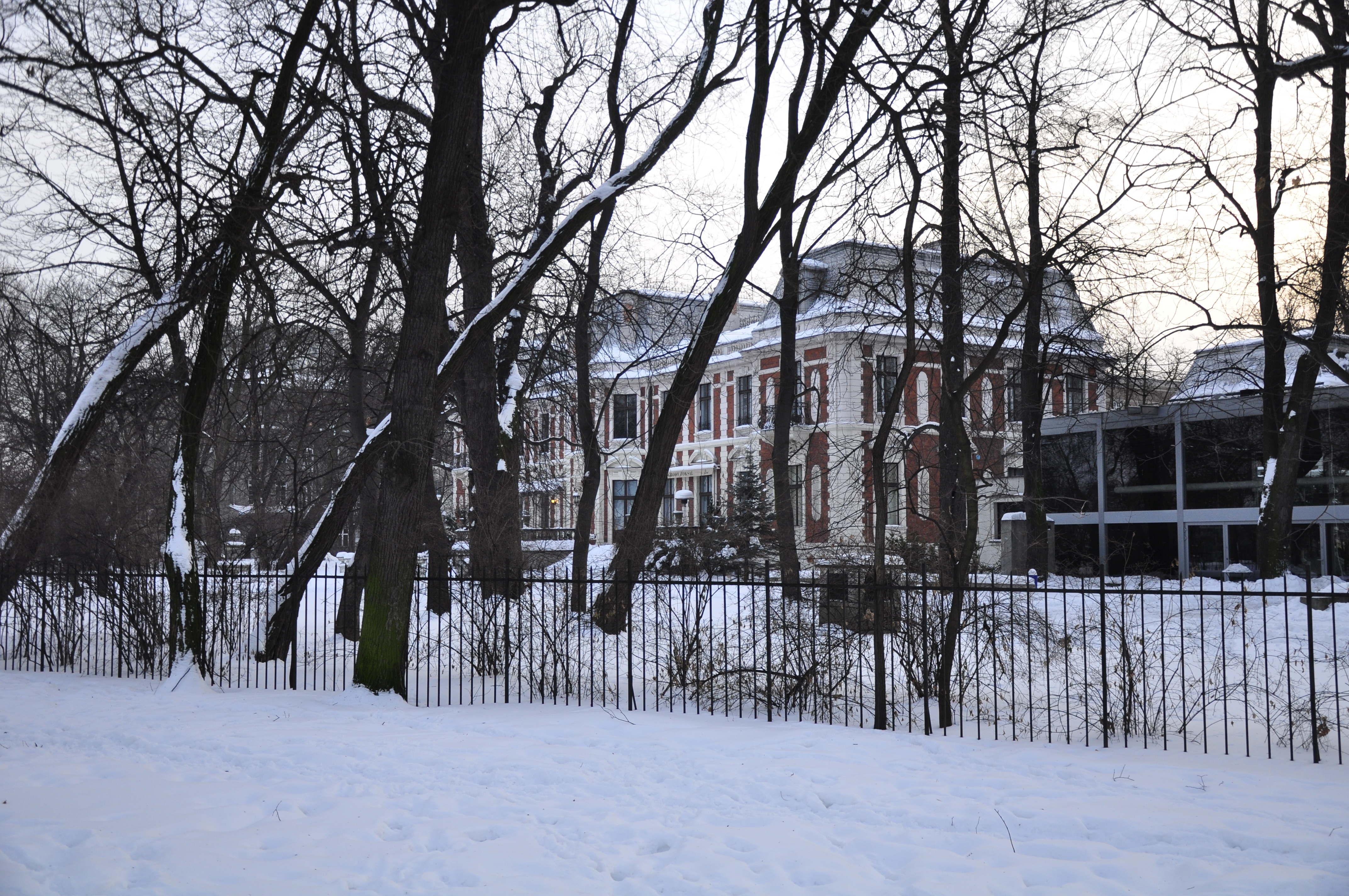
Rückwärtige Ansicht des Palastes mit dem rechts angebauten Pavillon aus den 1960er Jahren